# Cambeo
Cambeo (llamada oficialmente Santo Estevo de Cambeo) es una parroquia y un lugar del municipio español de Coles, en la provincia de Orense, Galicia.

## Toponimia
La parroquia también es conocida por los nombres de San Esteban de Cambeo y San Estevo de Cambeo.

## Organización territorial
La parroquia está formada por una entidad de población:
- Cambeo

## Demografía
Gráfica demográfica del lugar y parroquia de Cambeo según el INE español:
| Gráfica de evolución demográfica de Cambeo entre 2000 y 2022 |
|                                                              |
| Datos según el nomenclátor publicado por el INE.             |